# Boutiers-Saint-Trojan
Boutiers-Saint-Trojan ist eine südwestfranzösische Gemeinde mit 1.393 Einwohnern (Stand: 1. Januar 2022) im Département Charente in der Region Nouvelle-Aquitaine. Die Gemeinde gehört zum Arrondissement Cognac und zum Kanton Cognac-1. Die Einwohner werden Boutiérois genannt.

## Lage
Boutiers-Saint-Trojan liegt etwa zwei Kilometer nordöstlich des Stadtzentrums von Cognac an der Charente, der auch die Gemeindegrenze nach Cognac bildet und in den hier der Fluss Soloire mündet. Umgeben wird Boutiers-Saint-Trojan von den Nachbargemeinden Nercillac im Norden und Osten, Saint-Brice im Südosten, Châteaubernard im Süden, Cognac im Südwesten sowie Val-de-Cognac im Westen und Nordwesten.

## Bevölkerungsentwicklung
| Jahr                       | 1962 | 1968 | 1975 | 1982 | 1990 | 1999 | 2006 | 2018 |
| Einwohner                  | 930  | 1011 | 1288 | 1313 | 1478 | 1379 | 1327 | 1419 |
| Quellen: Cassini und INSEE |      |      |      |      |      |      |      |      |

## Gemeindepartnerschaft
- Bergtheim in Deutschland, seit 1984

## Sehenswürdigkeiten
- Kirche Saint-Trojan aus dem 11./12. Jahrhundert, seit 1952 Monument historique
- Kirche Saint-Antoine aus dem 19. Jahrhundert
- Ruinen der Kirche Saint-Marmet

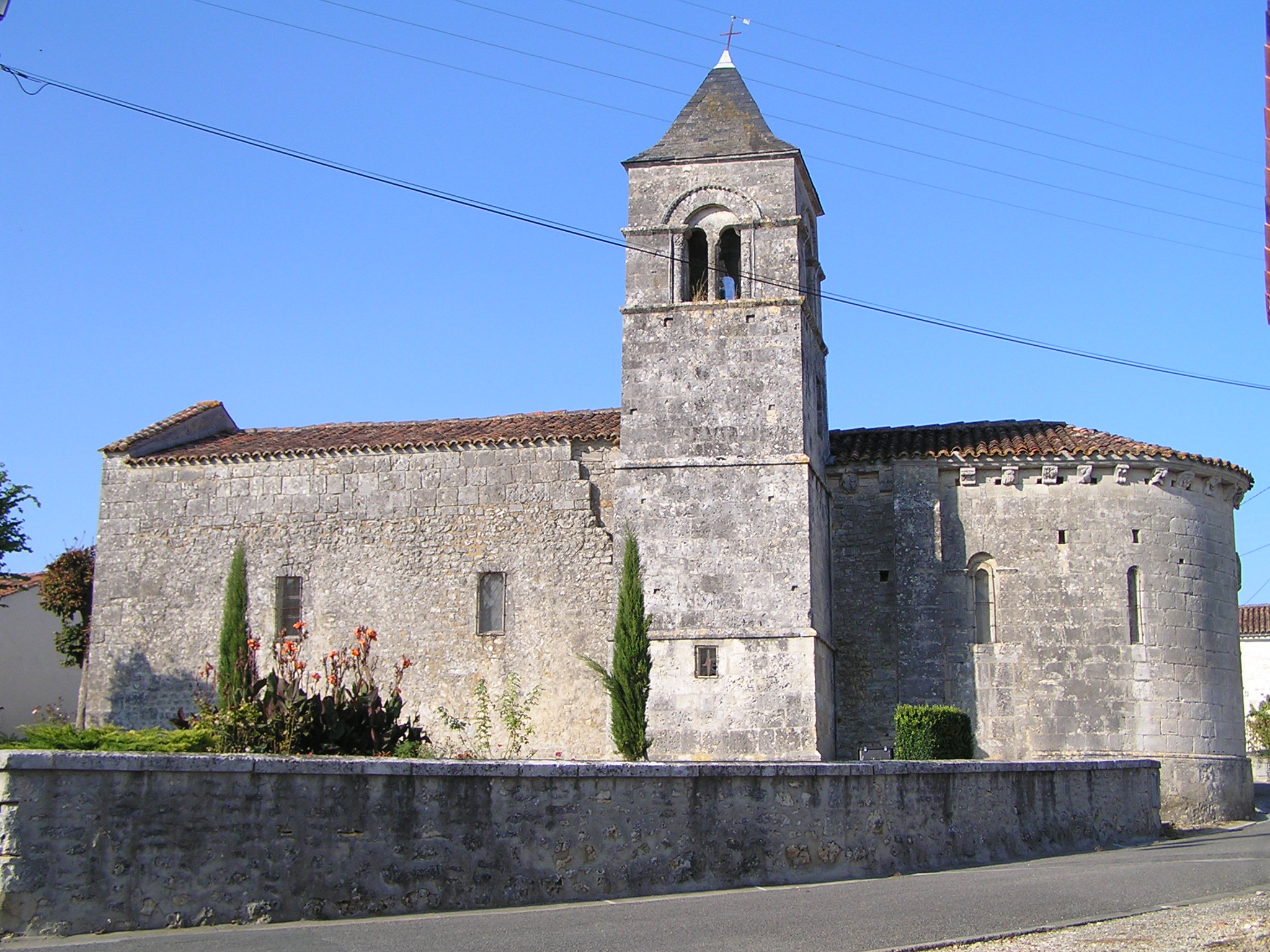
Kirche Saint-Trojan
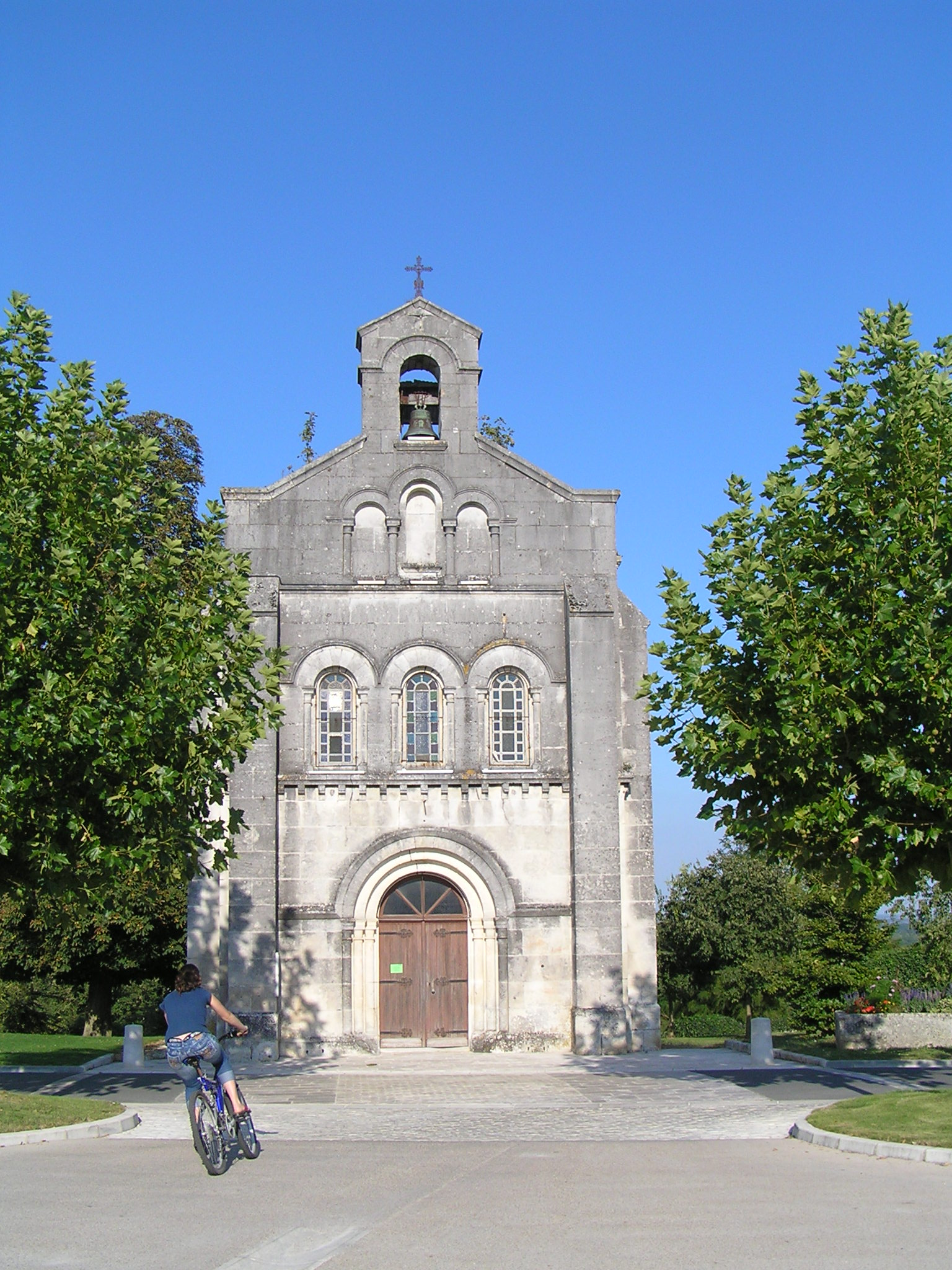
Kirche Saint-Antoine
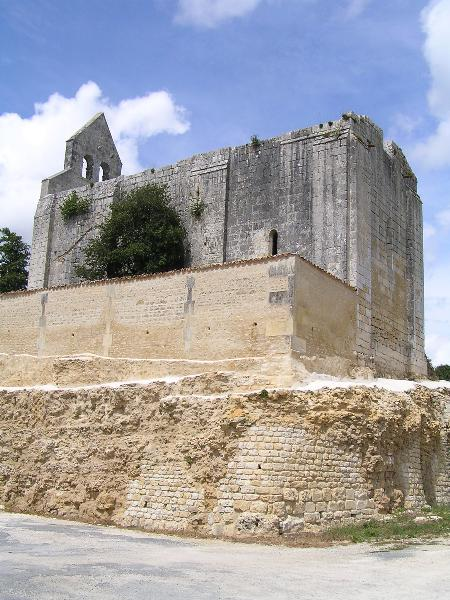
Ruine der Kirche Saint-Marmet